# Michele Santucci
Michele Santucci (Castiglion Fiorentino, 30 mei 1989) is een Italiaans zwemmer die is gespecialiseerd in de vrije slag.

## Carrière
Santucci nam in 2008 een eerste keer deel aan de Olympische Spelen in Peking. Hij zwom mee in de reeksen van de 4x100m vrije slag waardoor Italië zich kwalificeerde voor de finale. In de finale van dit nummer behaalde Italië de 4e plaats.
In 2012 nam Santucci deel aan de Olympische Spelen in Londen. Met zijn landgenoten eindigde hij 7e in de finale van de 4x100 meter vrije slag.
Tijdens de Wereldkampioenschappen kortebaanzwemmen 2012 behaalde Santucci samen met Luca Dotto, Marco Orsi en Filippo Magnini de zilveren medaille op de 4x100 meter vrije slag. Op de Wereldkampioenschappen zwemmen 2015 in Kazan behaalde Santucci samen met Luca Dotto, Marco Orsi en Filippo Magnini de bronzen medaille op de 4x100 meter vrije slag.

## Internationale toernooien
| Jaar | Olympische Spelen                                  | WK langebaan                                       | WK kortebaan                                                             | EK langebaan                           | EK kortebaan      |
| ---- | -------------------------------------------------- | -------------------------------------------------- | ------------------------------------------------------------------------ | -------------------------------------- | ----------------- |
| 2008 | 4e 4x100m vrije slag Santucci zwom enkel de series |                                                    | geen deelname                                                            | geen deelname                          | geen deelname     |
| 2009 |                                                    | geen deelname                                      |                                                                          |                                        | geen deelname     |
| 2010 |                                                    |                                                    | geen deelname                                                            | geen deelname                          | geen deelname     |
| 2011 |                                                    | 4e 4x100m vrije slag                               |                                                                          |                                        | geen deelname     |
| 2012 | 7e 4x100m vrije slag                               |                                                    | 4x100m vrije slag · 5e 4x200m vrije slag · Santucci zwom enkel de series | 9e 100m vrije slag · 4x100m vrije slag | geen deelname     |
| 2013 |                                                    | 5e 4x100m vrije slag Santucci zwom enkel de series |                                                                          |                                        | geen deelname     |
| 2014 |                                                    |                                                    | geen deelname                                                            | geen deelname                          |                   |
| 2015 |                                                    | 4x100m vrije slag                                  |                                                                          |                                        | 2-6 december 2015 |